# Luceria africana
Luceria africana är en fjärilsart som beskrevs av Fletcher 1961. Luceria africana ingår i släktet Luceria och familjen nattflyn. Inga underarter finns listade i Catalogue of Life.